# Axel Plaue
Axel Plaue (* 20. Oktober 1950 in Hannover) ist ein deutscher Politiker (SPD). Er war von 1986 bis 2008 Mitglied des Niedersächsischen Landtages. Von 2000 bis 2003 war er Vorsitzender der SPD-Landtagsfraktion.

## Ausbildung und Beruf
Nach dem Besuch der Haupt- und Realschule in Misburg begann Axel Plaue 1966 eine dreijährige Bauzeichnerlehre in einem Architektenbüro. Von 1970 bis 1971 leistete er seinen Grundwehrdienst bei der Bundeswehr in Hannover. Danach begann Axel Plaue ein Studium an der Fachhochschule Hildesheim und schloss sein Studium als Diplom-Ingenieur ab. Von 1974 bis zum Einzug in den Landtag 1986 war Axel Plaue sowohl in Frankfurt am Main als auch in Hannover als Ingenieur tätig. Plaue ist verheiratet und hat keine Kinder.
Plaue war bis zum 9. Juni 2012 Vorsitzender des Bezirksverbandes Hannover der Arbeiterwohlfahrt.

## Wirken
Plaue trat 1969 in die SPD ein. Willy Brandts Visionen von einer demokratischen Gesellschaft und sein Aufbruch in eine neue Friedenspolitik in Europa haben ihn dazu veranlasst, Mitglied der SPD zu werden. Die ersten Jahre war Axel Plaue vor allem bei den Jusos und im SPD-Ortsverein Misburg aktiv. Von 1978 bis 1992 war er Vorsitzender des SPD-Ortsvereins Hannover-Misburg und von 1987 bis 1991 Schatzmeister der SPD Hannover-Stadt. Von 1991 bis 1995 war er stellvertretender Vorsitzender der SPD Hannover-Stadt. Plaue war von 1986 bis 2008 Mitglied des Niedersächsischen Landtages. Während seiner ersten Legislaturperiode war er Mitglied in den Ausschüssen für Städtebau und Wohnungswesen sowie für Häfen und Schifffahrt und im Unterausschuss Grubensicherheit. Von 1988 bis 1998 war er städtebaupolitischer Sprecher der SPD-Landtagsfraktion.
Nach der Landtagswahl 1998 wurde er stellvertretender Vorsitzender der SPD-Landtagsfraktion und war für die Bereiche Innen- und Rechtspolitik, Städtebau und Wohnungswesen zuständig. Nach dem Rücktritt des niedersächsischen Ministerpräsidenten Gerhard Glogowski (SPD) Ende 1999 wurde der bisherige SPD-Fraktionsvorsitzende Sigmar Gabriel zum neuen Ministerpräsidenten gewählt. Axel Plaue wurde daraufhin neuer Fraktionsvorsitzender der SPD im Landtag und blieb bis zur Landtagswahl 2003 im Amt.
Nach der Wahl 2003 zog er über den Landeswahlvorschlag der SPD erneut in den Landtag ein. Seit der Landtagswahl im Februar 2003 war er Mitglied im Ausschuss für Bundes- und Europaangelegenheiten und Medien sowie des Ausschusses zur Vorbereitung der Wahl der Mitglieder des Staatsgerichtshofes im niedersächsischen Landtag.
Von 1986 bis 2003 gewann Axel Plaue seinen Wahlkreis Hannover Nord-Ost stets direkt. Bei der Landtagswahl 2008 scheiterte er jedoch im neu formierten Wahlkreis Hannover-Buchholz gegen Gisela Konrath von der CDU. Auch Platz 54 auf der Landesliste der SPD genügte angesichts des Misserfolges der Sozialdemokraten nicht für einen Wiedereinzug in den Landtag.
Axel Plaue war jeweils auf Vorschlag der SPD Mitglied der 13. Bundesversammlung am 23. Mai 2009 und der 14. Bundesversammlung am 30. Juni 2010.